# Marzling
Marzling ist eine Gemeinde im oberbayerischen Landkreis Freising, etwa vier Kilometer nordöstlich von Freising gelegen.

## Geographie

### Geologie und Topographie

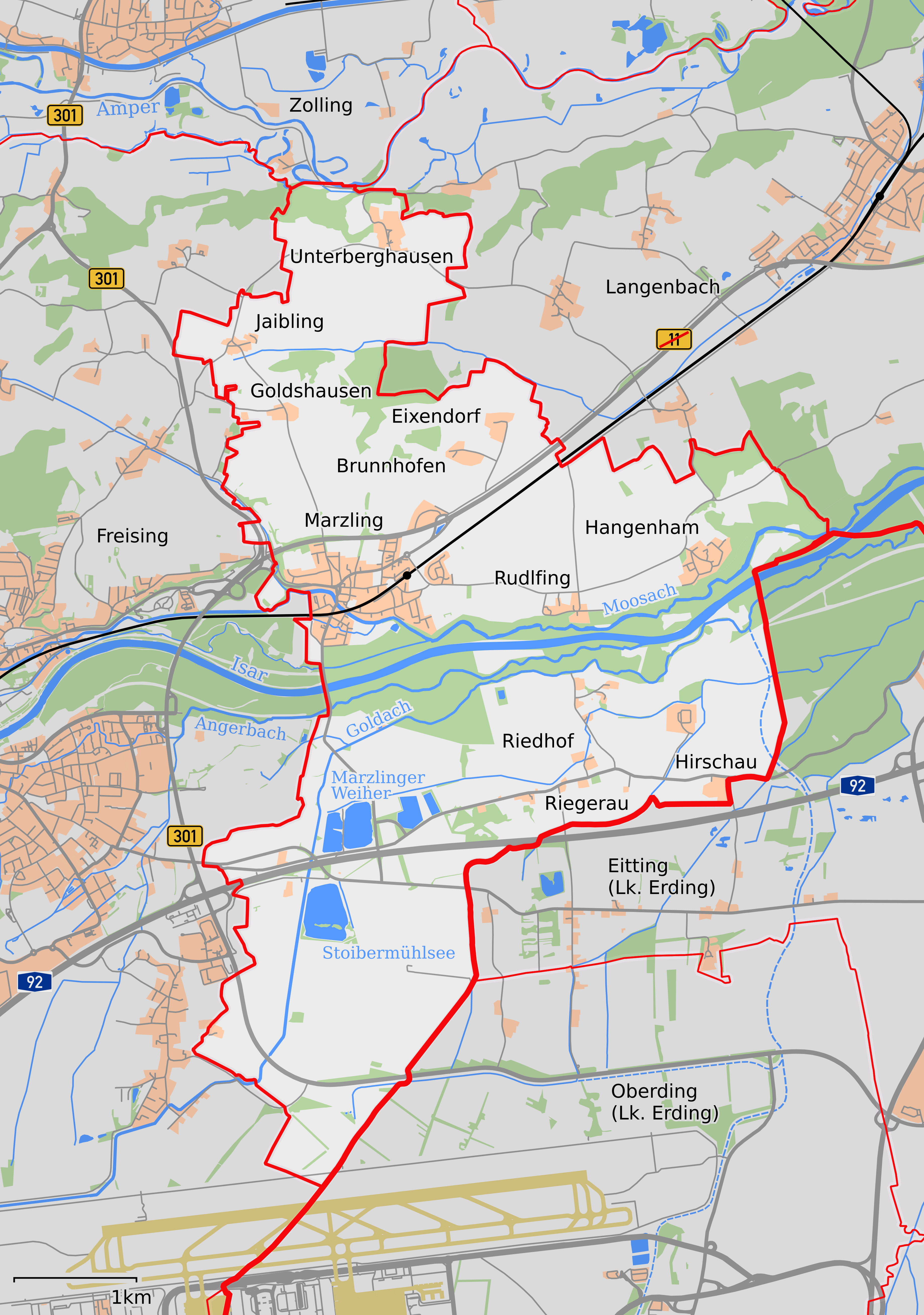
Karte des Gemeindegebietes

Die südliche Hälfte des Gemeindegebiets liegt in der flachen Münchner Schotterebene in den Ausläufern des Erdinger Mooses. Die Fluren bis hin zur Landkreisgrenze mit dem Landkreis Erding am Süßgraben werden als „Obere“ bzw. „Untere Lüsse“, zusammenfassend als „Lüsse“ bezeichnet. Diese Gebiete werden vorwiegend landwirtschaftlich genutzt.
Mittig durch das Gemeindegebiet fließt die Isar, die beidseitig von Auwäldern begleitet wird. Parallel zur Isar fließen in den Wäldern nördlich die Moosach und südlich der Angerbach. Von Süden fließt die Goldach Richtung Isar um nach dem Eintritt in die Auwälder auch parallel zu dieser zu verlaufen.
Der nördliche Teil des Gemeindegebietes liegt im tertiären Donau-Isar-Hügelland. Der Übergang zum flachen südlichen Teil bilden fast im gesamten Gemeindegebiet teilweise bis 40 m hohe steil abfallende bewaldete Hänge, an deren Fuß die Moosach fließt. Einzig im Bereich des Hauptortes Marzling ist der Übergang deutlich flacher.
Im äußersten Norden des Gemeindegebiets fällt das Gelände bei Unterberghausen steil ins Tal der Amper ab, die hier für ein kurzes Stück die Gemeindegrenze bildet.
Darüber hinaus befinden sich auch Teile des Naturwaldes Auwälder an der mittleren Isar liegt innerhalb oder in der Nähe der Gemeinde.

### Nachbargemeinden und Umgebung
Im Westen grenzt Marzling direkt an das Stadtgebiet der Großen Kreisstadt Freising. Weitere Nachbargemeinden sind Zolling, Langenbach, sowie Eitting und Oberding im Landkreis Erding.

### Gemeindegliederung
Es gibt elf Gemeindeteile, die überwiegend in der nördlichen Hälfte des Gemeindegebietes liegen (in Klammern ist der Siedlungstyp angegeben):
- Brunnhofen (Weiler)
- Eixendorf (Weiler)
- Goldshausen (Weiler)
- Hangenham (Kirchdorf)
- Hirschau (Weiler)
- Jaibling (Weiler)
- Marzling (Pfarrdorf)
- Riedhof (Einöde)
- Riegerau (Weiler)
- Rudlfing (Kirchdorf)
- Unterberghausen (Weiler)

## Geschichte
Marzling wurde im Jahr 804 als im Besitz der Freisinger Domkirche urkundlich erwähnt. Seit Mitte des 12. Jahrhunderts war es eine Hofmark des Hochstifts Freising und gehörte von da an bis zur Säkularisation 1803 zum Domkapitel bzw. Hochstift Freising. Marzling wurde 1818 im Zuge der Verwaltungsreformen in Bayern eine selbstständige politische Gemeinde.
Am 1. Januar 1972 wurden Gebietsteile der bisherigen Gemeinde Rudlfing eingegliedert. Ebenfalls im Zuge der Gebietsreform in Bayern sollte Marzling 1978 entweder in die Stadt Freising eingemeindet werden, oder mit dem Nachbarort Langenbach eine Verwaltungsgemeinschaft bilden. Die letztendlich gebildete Verwaltungsgemeinschaft Langenbach hatte bis 1994 bestand.

### Einwohnerstatistik
Zwischen 1988 und 2018 wuchs die Gemeinde von 1985 auf 3238 um 1253 Einwohner bzw. um 63,1 %.

### Konfessionsstatistik
Laut der Volkszählung im Jahr 1987 waren damals 82,6 % der Einwohner römisch-katholisch, 10,5 % evangelisch und 6,9 % waren konfessionslos, gehörten einer anderen Glaubensgemeinschaft an oder machten keine Angabe. Laut der 2011 Zensus waren im Mai 2011 61,5 % der Einwohner katholisch, 11,9 % evangelisch und 26,6 % waren konfessionslos, gehörten einer anderen Glaubensgemeinschaft an oder machten keine Angabe. Ende 2020 hatten 53 % der Einwohner die katholische Konfession und 11 % die evangelische. 36 % hatten entweder eine andere oder gar keine Konfessionszugehörigkeit. Mit Stand 2023 waren nur noch 46 % der Marzlinger katholisch und 9 % evangelisch, 44 % hingegen inzwischen konfessionslos.

## Politik

### Gemeinderat
Die Gemeinderatswahl 2020 ergab folgende Stimmenanteile und Sitzverteilung:
| Partei/Liste                         | %    | Sitze |
| ------------------------------------ | ---- | ----- |
| CSU und Freie Wähler                 | 31,7 | 5     |
| SPD                                  | 10,1 | 2     |
| GRÜNE                                | 20,9 | 3     |
| Parteifreie Bürger                   | 26,0 | 4     |
| Freie Unabhängige Wählergemeinschaft | 11,3 | 2     |

### Bürgermeister
Erster Bürgermeister ist Martin Ernst (Christlich Soziale Union in Bayern e. V. und Freie Wähler). Vorgänger war ab 1. Mai 2008 Dieter Werner (PB Marzling). Dessen Vorgänger war Michael Schwaiger (CSU/Freie Wähler), der von 2008 bis 2014 Landrat des Kreises Freising war.

### Gemeindepartnerschaften
Seit 2006 besteht eine Gemeindepartnerschaft mit der italienischen Gemeinde San Zenone degli Ezzelini in der Provinz Treviso.

## Wappen
| Wappen Gde. Marzling | Blasonierung: „Über blauem Wellenschildfuß, dem ein goldener Wellenbalken aufgelegt ist, in Gold ein wachsendes oberhalbes rotes Mühlrad, darüber eine rote Krone mit drei blauen Steinen.“ |
| Wappen Gde. Marzling | |

## Kultur und Sehenswürdigkeiten

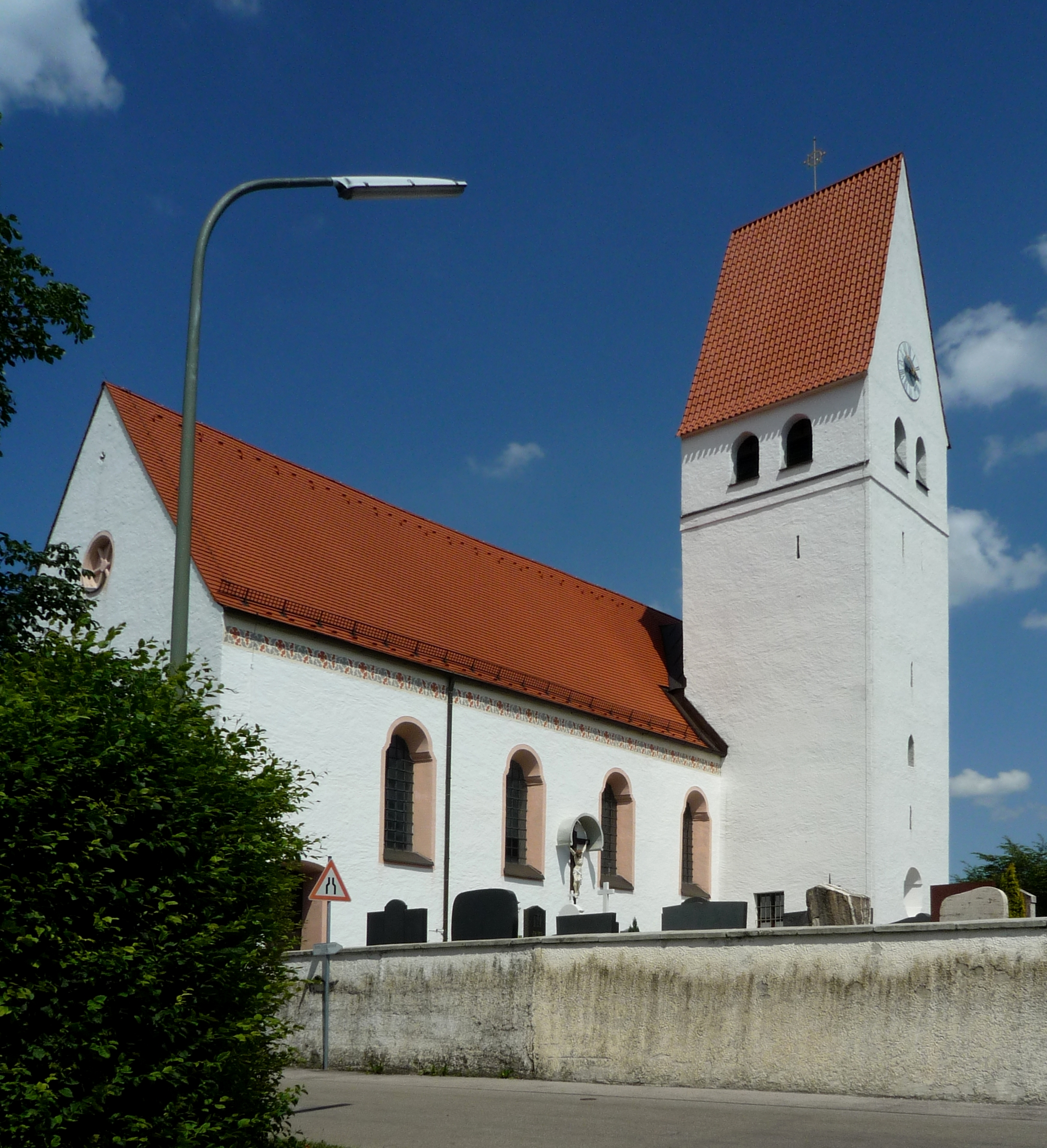
Pfarrkirche St. Martin

Die kath. Pfarrkirche St. Martin in Marzling wurde im späten Mittelalter erbaut, ein spätgotischer Bau; in der Barockzeit um 1715 umgestaltet und 1864 verlängert. Um 1720 Stuckarbeiten, Nikolaus Liechtenfurtner zugeschrieben. Bemerkenswertes Zeugnis jahrhundertelanger, alltagskultureller Praxis im Ort war das stattliche Anwesen des Alten Wirts im Zentrum. Der Bau stammte etwa aus der Mitte des 19. Jahrhunderts und war, neben einigen veränderten Bauernhäusern, eines der letzten erhaltenen profanen Zeugnisse der Ortsgeschichte. Schulhaus und Pfarrhaus aus dem früheren 20. Jahrhundert fielen Neubauten zum Opfer. Nach dem Abriss des Alten Wirts im März 2010 entstand an diesem Standort das neue Rathaus der Gemeinde Marzling.
Im Gemeindegebiet befindet sich das Naherholungsgebiet Stoibermühle (Badesee, Biergarten). In Rudlfing befindet sich eine ehemalige Wallfahrtskirche (St. Maria), in Hangenham ist neben der Kirche Philippus und Jakobus mit einem Freskenzyklus aus dem 14. Jahrhundert das Haus der Naturfreunde mit Aussicht auf das Erdinger Moos zu erwähnen.

## Wirtschaft und Infrastruktur

### Verkehr
Durch die Nähe zu Freising und die günstige Verkehrsanbindung ist die Gemeinde zu einem bevorzugten Wohnort für Pendler geworden. Direkt am nördlichen Ortsrand verläuft die Staatsstraße 2350 (ehemalige Bundesstraße 11). Die durch den südlichen Gemeindeteil verlaufende Bundesautobahn 92 ist über die Bundesstraße 301, die westlich des Gemeindegebiets die Isar überquert zu erreichen.
Die Gemeinde hat einen Haltepunkt für Regionalbahnen an der Bahnlinie München-Landshut und gehört zum Bereich des Münchener Verkehrsverbunds MVV. Dieser bis dahin in einer Kurve gelegene Haltepunkt wurde von Januar bis Dezember 2007 mit einer Bahnsteiglänge von 210 m weiter östlich neu errichtet. Die beiden Außenbahnsteige wurden dabei sowohl von der neuen Straßenbrücke, als auch von einer im Jahr 2006 neu gebauten Fußgänger- und Radfahrerunterführung aus angebunden. Als weiteres öffentliches Verkehrsmittel verkehrt die MVV-Buslinie 633 des Busnetzes der Stadtwerke Freising.
Ein kleiner Teil des Geländes des Flughafens Münchens liegt im Gemeindegebiet. Durch die geplante dritte Start- und Landebahn würden jedoch weitere Flächen im Süden des Gemeindegebiets südlich und östlich des Stoibermühlsees (Naherholungsgebiet) in Anspruch genommen.
Entlang der Isar verläuft der Isarradweg.

### Wirtschaft einschließlich Land- und Forstwirtschaft

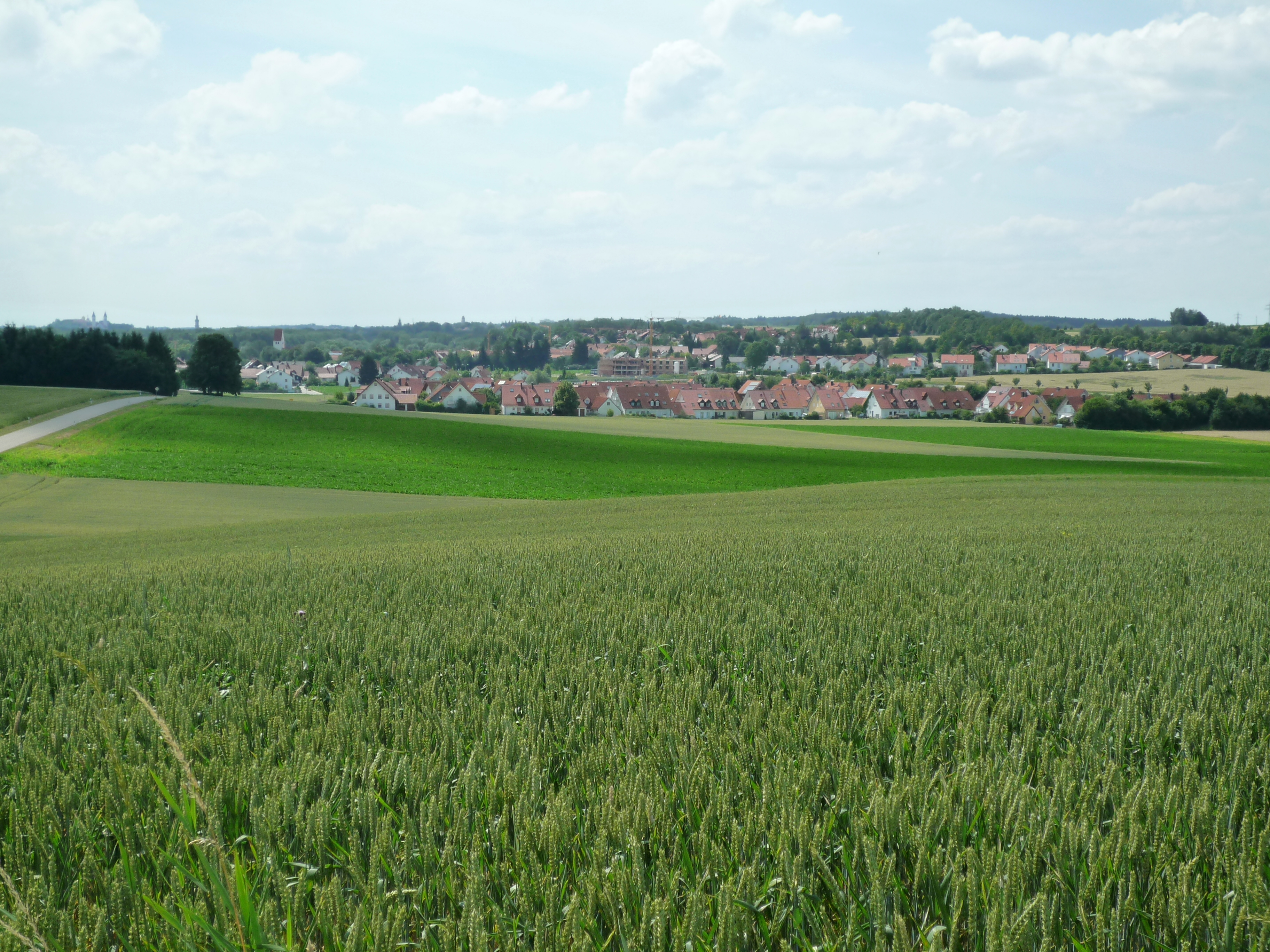
Marzling von Osten gesehen

Es gab 2020 nach der amtlichen Statistik im Bereich der Land- und Forstwirtschaft unbekannt viele, im produzierenden Gewerbe 120 und im Bereich Handel und Verkehr 36 sozialversicherungspflichtig Beschäftigte am Arbeitsort. In sonstigen Wirtschaftsbereichen waren am Arbeitsort 111 Personen sozialversicherungspflichtig beschäftigt. Sozialversicherungspflichtig Beschäftigte am Wohnort gab es insgesamt 1500. Im verarbeitenden Gewerbe gab es einen Betrieb, im Bauhauptgewerbe fünf Betriebe. Zudem bestanden im Jahr 2016 20 landwirtschaftliche Betriebe mit einer landwirtschaftlich genutzten Fläche von 1378 ha, davon waren 1060 ha Ackerfläche.

### Sport
Größter Verein im Ort ist der SV Marzling mit den Abteilungen Fußball, Gymnastik, Tennis, Volleyball und Stockschießen. Knapp 900 Mitglieder nutzen das Angebot des Sportvereins in der Gemeindesporthalle, dem Stockschützenplatz, den beiden Tennisplätzen sowie je einem Großfeldfußballplatz mit Naturrasen und Kunstrasen sowie einem Kompaktfeld (Naturrasen).
Die erste Fußball-Herrenmannschaft spielt in der Kreisklasse des Landkreises Freising unter der Leitung von Trainer Christian Grüll. Die zweite Herrenmannschaft nimmt am Spielbetrieb der B-Klasse im Landkreis Freising teil (Coach: Stefan Paukner). Im Jugendbereich kann der SV Marzling leider nicht mehr aus eigener Kraft Jugendmannschaften in allen Altersklassen ins Rennen schicken; vermehrt bilden sich Jahr für Jahr Spielgemeinschaften mit benachbarten Verein, um den Kindern und Jugendlichen ein Sportangebot unterbreiten zu können. Jugend- und Herrenfußball werden durch den Fußball-Förderverein Marzling (FFM) tatkräftig unterstützt, der mehr als 90 Mitglieder zählt.
Der Tennisclub Marzling e. V. wurde 1974 von einigen begeisterten Tennisfreunden gegründet. Auf zwei Sandplätzen wird seit dieser Zeit Freizeit Tennis und seit 1980 Turniertennis gespielt.
Die Schützengesellschaft Hangenham ist ein Schützenverein in der Gemeinde Marzling. Gegründet 1951 im namensgebenden Ortsteil Hangenham, vereinigt er heute schießsportbegeisterte Mitglieder aus Marzling, Rudlfing, Hangenham, Schmidhausen und Oberhummel. Geschossen wird mit Luftgewehr und Luftpistole, die derzeit ca. 40 aktiven Mitglieder sind sportlich erfolgreich in lokalen und regionalen Wettbewerben (Schützengau Freising, Oberbayernliga).

### Unternehmen
Am Ort gibt es verschiedene Unternehmen aus Handwerk, Produktion und Dienstleistung.
- Die Hans Binder Maschinenbau GmbH plant, entwickelt und fertigte seit 1950 bis 2011 Trocknungssysteme.
- iS2 AG (Intelligent Solution Services AG) entwickelt seit 1990 Softwaresysteme für den Vertrieb von Versicherungen, Vertriebsorganisationen und Banken. iS2 bietet seinen Kunden Dienstleistungen (Beratung, Projektleitung, Konzeption, Design, Entwicklung, Test), Standardsysteme und Komponenten (Rechenkerne, Webservices) an. Die Firma war anfangs mit einem kleinen Büro in der Freisinger Straße angesiedelt. Seit 1992 ist der Firmensitz am Bäckeranger 2. iS2 ist Arbeitgeber für etwa 80 Mitarbeiter. Seit 2013 bietet iS2 mit seinem Produkt inSign eine Lösung für handschriftliche elektronische Unterschrift auf Tablets und Smartphones, die v. a. für die Vertragsunterzeichnung durch Kunden auf dem Weg der Fernsignatur ohne Spezial-Hardware eingesetzt wird. Die inSign-Unterschrift entspricht der europäischen Signaturrichtlinie eIDAS und ist rechts- und fälschungssicher.

### Bildung
Es gibt folgende Einrichtungen (Stand: 2014):
- Volksschule 2014/15: Grundschule 1–4, 1,3,4 doppelzügig (7 Klassen), 124 Schüler
- Gemeindekindergarten: 100 Kindergartenplätze und 20 Krippenplätze
- Hort: 80 Hortplätze
- Gemeindebibliothek, seit Januar 2011 (Träger Marzlinger Netzwerk e. V.)

## Persönlichkeiten
- Karl Borromäus Heinrich (1884–1938), katholischer Schriftsteller, geboren in Hangenham
- Jonathan Gertis (1997 geb. in Freising, aufgewachsen in Marzling), Schauspieler, ehemaliger Tennistrainer beim SV Marzling